# Kirche Groß Rosenburg

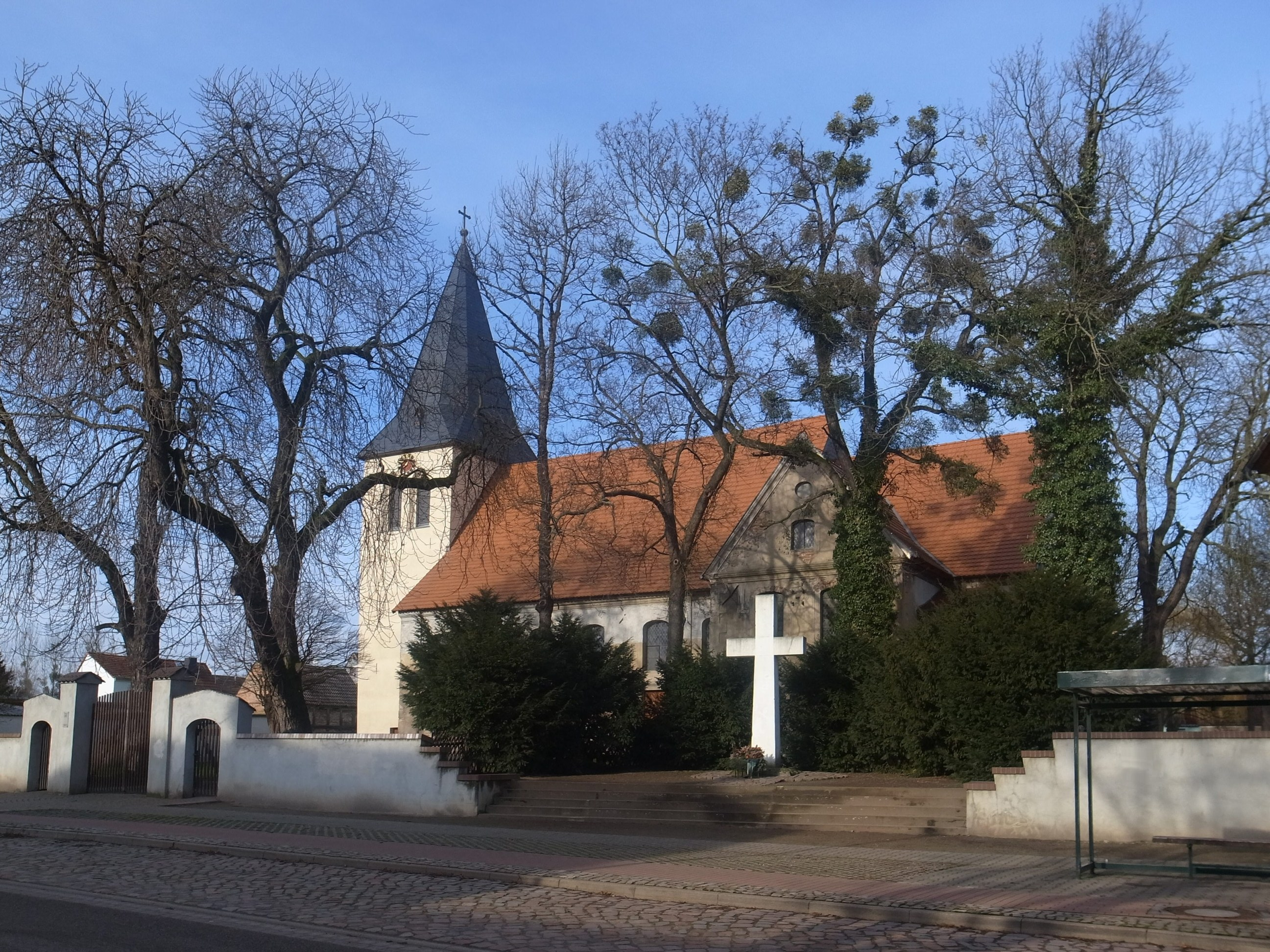
Südansicht (2015)

Die evangelische Kirche Groß Rosenburg befindet sich im gleichnamigen Stadtteil der sachsen-anhaltischen Stadt Barby. Sie hat ihren Ursprung wahrscheinlich im 12. Jahrhundert. 

## Geschichte und Architektur
Das Erscheinungsbild der Groß Rosenburger Kirche stammt von einem Umbau des ehemals romanischen Kirchengebäudes, von dem angenommen wird, dass es im 12. Jahrhundert erbaut wurde. Der Umbau erfolgte um 1580, bei dem ein weiträumiger barocker Putzbau mit eingezogenem Chor entstand. Vom romanischen Vorgängerbau blieben der kreuzgratgewölbte Kapellenraum (heute Winterkirche) und der untere Teil des Westturms erhalten. Der Turm war ursprünglich durch eine Doppelarkade mit dem Kirchenschiff verbunden. Das mittelalterliche Glockengeschoss wurde Ende des 19. Jahrhunderts im neugotischen Stil verändert und erhöht. 1911 und 1951 wurden Restaurierungsarbeiten durchgeführt. Während das Kirchenschiff ein ziegelgedecktes Satteldach trägt, krönt den Turm eine hohe oktogonale Schieferspitze.

## Inneneinrichtung

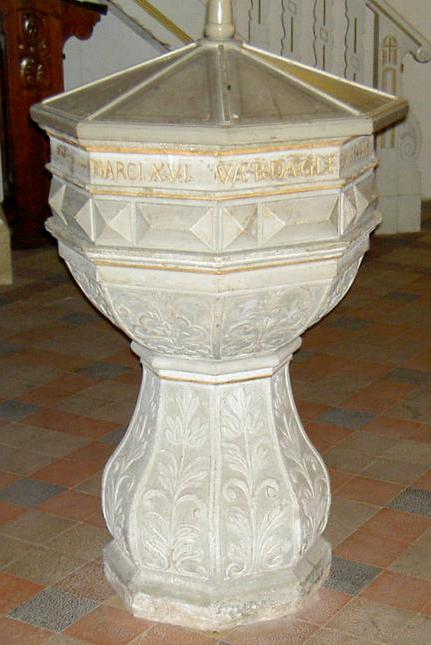
Taufstein von 1584

Über den Innenraum des Kirchenschiffs wölbt sich eine Holztonnendecke. Sie ist ebenso wie die dreiseitige Empore bemalt. Auf der aus Sandstein gefertigten Altarmensa aus gotischer Zeit erhebt sich ein barocker Altaraufsatz, von schlichten Säulen gerahmt. Eingefasst ist ein Van-Dyck-Gemälde, das die Grablegung Christi zeigt. Das älteste Inventarstück ist der Taufstein von 1584, der mit reliefartigem Blattschmuck versehen ist. Auf der westlichen Empore steht die 1895 von der Wilhelm-Rühlmann-Werkstatt gebaute Orgel, die mit 27 Registern versehen ist. Im Kapellenraum befindet sich ein aus Zedernholz gefertigter Altar, im ersten Turmgeschoss sind Reste der romanischen Patronatsloge erhalten.